# Olympische Sommerspiele 2016/Teilnehmer (Irak)
| Gelbes Symbol für Goldmedaillen mit stilisierten Olympischen Ringen | Graues Symbol für Silbermedaillen mit stilisierten Olympischen Ringen | Braundes Symbol für Bronzemedaillen mit stilisierten Olympischen Ringen |
| ------------------------------------------------------------------- | --------------------------------------------------------------------- | ----------------------------------------------------------------------- |
| —                                                                   | —                                                                     | —                                                                       |

Der Irak nahm an den Olympischen Spielen 2016 in Rio de Janeiro teil. Es war die insgesamt 14. Teilnahme an Olympischen Sommerspielen. Das Nationale Olympische Komitee des Iraks nominierte 22 Athleten für 5 Sportarten.

## Teilnehmer nach Sportarten

### Boxen
| Athleten           | Wettbewerb              | 1. Runde         | 1. Runde | Achtelfinale  | Achtelfinale  | Viertelfinale | Viertelfinale | Halbfinale    | Halbfinale    | Finale        | Finale        | Rang          |
| Athleten           | Wettbewerb              | Gegner           | Ergebnis | Gegner        | Ergebnis      | Gegner        | Ergebnis      | Gegner        | Ergebnis      | Gegner        | Ergebnis      | Rang          |
| ------------------ | ----------------------- | ---------------- | -------- | ------------- | ------------- | ------------- | ------------- | ------------- | ------------- | ------------- | ------------- | ------------- |
| Männer             |                         |                  |          |               |               |               |               |               |               |               |               |               |
| Waheed Abdul-Ridha | Mittelgewicht bis 75 kg | Misael Rodríguez | 0:3      | ausgeschieden | ausgeschieden | ausgeschieden | ausgeschieden | ausgeschieden | ausgeschieden | ausgeschieden | ausgeschieden | ausgeschieden |

### Fußball

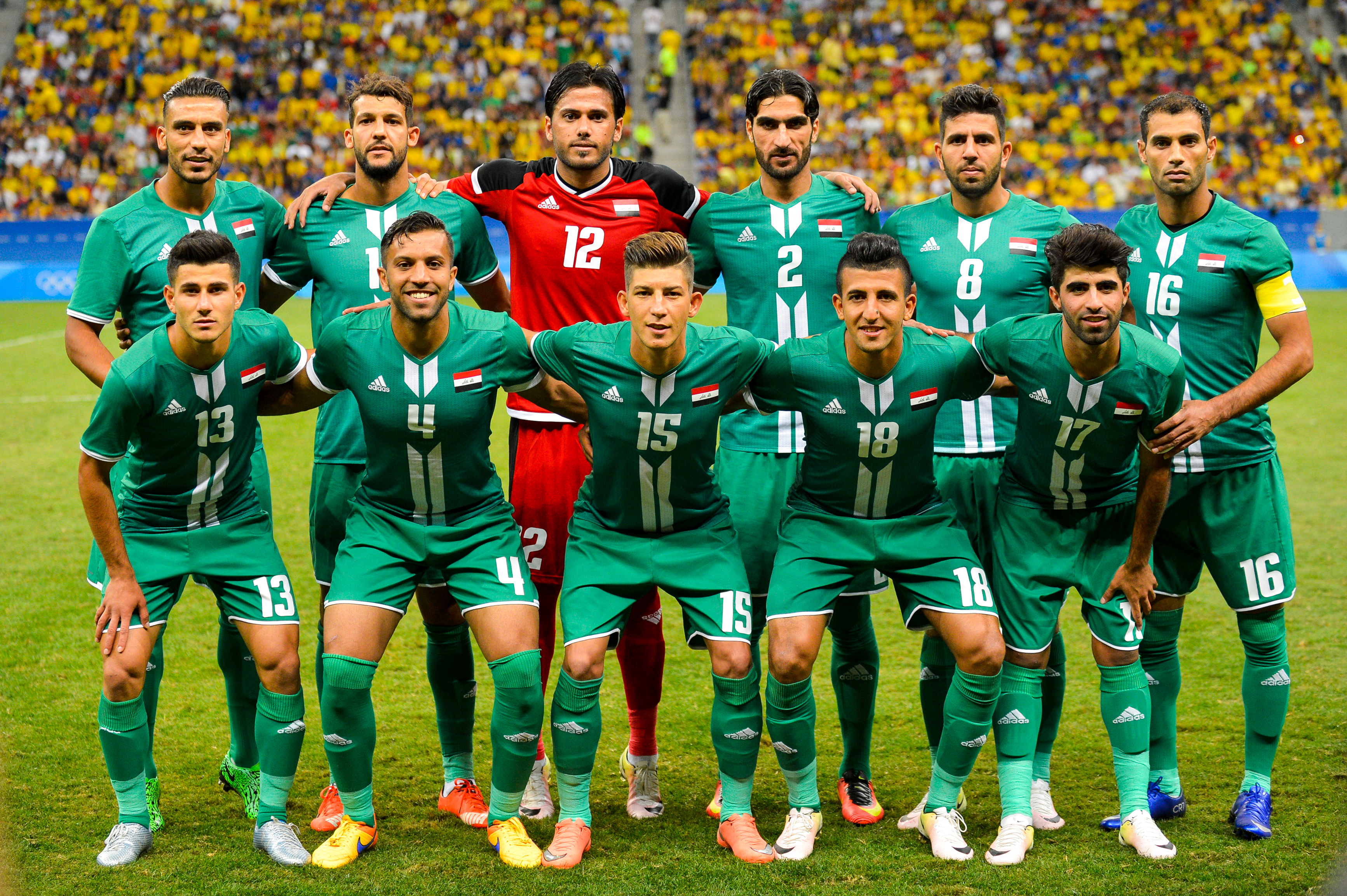
Die irakische Mannschaft vor ihrem zweiten Gruppenspiel gegen Brasilien

| Wettbewerb    | Männer |
| ------------- | --- |
| Athleten      | Saad Abdul-Amir Mohannad Abdul-Raheem Ali Adnan Hamaddi Ahmad Ali Faez Atiyah Amjed Attwan Ali Husni Humam Tareq Faraj Mohammed Hameed Farhan (TW) Sherko Kareem Lateef Gubari Ahmend Ibrahim Dhurgham Ismail Alaa Ali Mhawi Hawbir Khasro Moustafa Mustafa Nadhim Suad Natiq Naji Fahad Talib Raheem (TW) Mahdi Kamil Shiltagh |
| Trainer       | Abdul-Ghani Shahad |
| Gruppenphase  | Dänemark 0:0 Brasilien 0:0 Südafrika 1:1 (1:1) |
| Viertelfinale | ausgeschieden |
| Halbfinale    | ausgeschieden |
| Finale        | ausgeschieden |
| Platzierung   | – |

### Gewichtheben
| Athleten            | Wettbewerb        | Reißen  | Reißen | Stoßen  | Stoßen | Zweikampf | Zweikampf | Rang |
| Athleten            | Wettbewerb        | Gewicht | Rang   | Gewicht | Rang   | Gewicht   | Rang      | Rang |
| ------------------- | ----------------- | ------- | ------ | ------- | ------ | --------- | --------- | ---- |
| Männer              |                   |         |        |         |        |           |           |      |
| Salwan Jasim Abbood | Klasse bis 105 kg | 180 kg  | 8      | 214 kg  | 10     | 394 kg    | 9         | 9    |

### Judo
| Athleten          | Wettbewerb | 1. Runde   | 1. Runde    | 2. Runde      | 2. Runde      | Viertelfinale | Viertelfinale | Halbfinale / Trostrunde | Halbfinale / Trostrunde | Finale / Platz 3 | Finale / Platz 3 | Rang |
| Athleten          | Wettbewerb | Gegner     | Ergebnis    | Gegner        | Ergebnis      | Gegner        | Ergebnis      | Gegner                  | Ergebnis                | Gegner           | Ergebnis         | Rang |
| ----------------- | ---------- | ---------- | ----------- | ------------- | ------------- | ------------- | ------------- | ----------------------- | ----------------------- | ---------------- | ---------------- | ---- |
| Männer            |            |            |             |               |               |               |               |                         |                         |                  |                  |      |
| Hussein Al-Aameri | bis 81 kg  | P. Kibikai | 000s2:000s1 | ausgeschieden | ausgeschieden | ausgeschieden | ausgeschieden | ausgeschieden           | ausgeschieden           | ausgeschieden    | ausgeschieden    | 17   |

### Rudern
| Athleten                  | Wettbewerb | Vorlauf     | Vorlauf | Vorlauf       | Hoffnungslauf | Hoffnungslauf | Hoffnungslauf | Viertelfinale | Viertelfinale | Viertelfinale | Halbfinale  | Halbfinale | Halbfinale    | Finale      | Finale | Rang |
| Athleten                  | Wettbewerb | Zeit        | Platz   | Qualifikation | Zeit          | Platz         | Qualifikation | Zeit          | Platz         | Qualifikation | Zeit        | Platz      | Qualifikation | Zeit        | Platz  | Rang |
| ------------------------- | ---------- | ----------- | ------- | ------------- | ------------- | ------------- | ------------- | ------------- | ------------- | ------------- | ----------- | ---------- | ------------- | ----------- | ------ | ---- |
| Männer                    |            |             |         |               |               |               |               |               |               |               |             |            |               |             |        |      |
| Mohammed Jasim Al-Khafaji | Einer      | 7:25,04 min | 5       | Hoffnungslauf | 7:14,38 min   | 2             | Viertelfinale | 8:29,76 min   | 6             | Halbfinale C  | 7:48,31 min | 6          | D-Finale      | 7:03,73 min | 3      | 21   |